# Ким Ён Ган
Ким Ён Кан (англ. Kim Yong Kang, кор. 김용강; род. 3 января 1965, Хвасон, Южная Корея) — южнокорейский боксёр-профессионал, выступавший в наилегчайшей весовой категории.

## Профессиональная карьера
Ким начал выступать профессионально с 1985 года и завоевал титул чемпиона мира в наилегчайшем весе по версии WBC в победив Сота Читалада в 1988 году. Лишился чемпионского пояса в третьем матче-реванше против Читалада.
В 1991 году вновь стал чемпионом мира в наилегчайшем весе по версии WBA, победив Элвиса Альвариса. После этого он дважды отстаивал звание чемпиона, пока не проиграл Акилесу Гусману в 1992 году.
В 1994 году Ким вновь сразился за титул чемпиона мира в наилегчайшем весе по версии WBA против Саена Сора Плоенчита. Поединок проходил примерно в километре от моста через реку Квай в Канчанабури (Таиланд). Бесплатный бой посетили более 50000 болельщиков. Несмотря на то, что Плоенчит упал в первом раунде, ему легко удалось победить Кима.